# Sairecabur
Sairecabur (também conhecido como Sairecábur) é um vulcão no Chile e uma associada cordilheira, localizado na fronteira entre Bolívia e Chile. É parte da Zona Volcânica Central andina. Sairecabur tem 5 971 metros (20 000 pé)de altura; Outras montanhas no intervalo são altas Curiquinca, 5 819 metros (19 000 pé) Escalante e 5 748 metros (19 000 pé) Cerro Colorado. Estes vulcões entraram em erupção um número de fluxos de lava. Licancabur, Putana e Juriques são centros vulcânicos vizinhos.

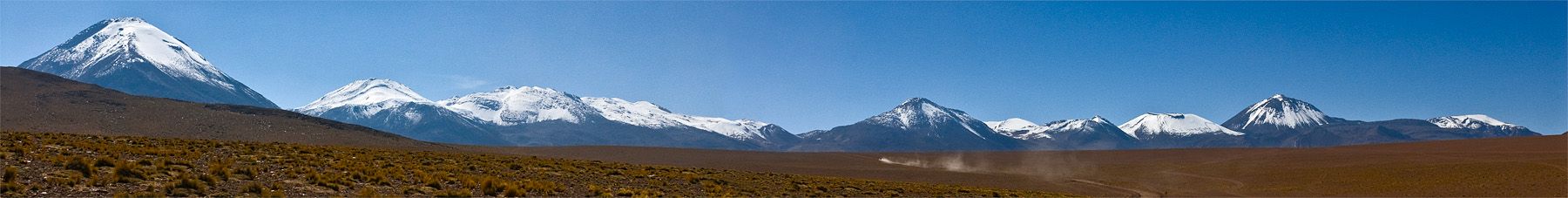
A cordilheira Sairecabur. da direita para a esquerda, Cerro Colorado, Escalante, Ojos del Toro, Saciel e Sairecabur.

Sairecabur propriamente dito é acompanhado por uma caldeira ampla de 4,5 quilômetros (2,8 mi). Antes da formação desta caldeira o vulcão pode ter tido 7 000 metros (23 000 pé) de altura e portanto, uma das vulcões mais altos na Terra. Após a formação desta efusão da lava da caldeira ocorreu durante o Pleistoceno e Holoceno; Não há nenhuma atividade histórica relatada, entretanto. Produtos de erupção no Escalante e Sairecabur incluem andesite e dacite. Existem minas de Enxofre na cadeia Sairecabur.
Um santuário Inca foi encontrado em Sairecabur. Mais recentemente, o Receiver Lab Telescope foi colocado no vulcão, onde é o maior Telescópio submilimétrico no mundo a uma altitude de 5 525 metros (18 000 pé). O clima é seco, frio e muito ensolarado.

## Geologia e geografia

### Contexto geológico
Oeste da América do Sul, a Placa de Nazca subductos abaixo da Placa da América do Sul. Este processo formou o Cinturão Vulcânico Andino, que é subdividido na zona vulcânica do norte, da Zona vulcânica central e da Zona vulcânica do sul. Estes cintos têm crostas subjacentes diferentes e têm assim diferentes composições típicas de magma. Estas zonas vulcânicas estão separadas uma da outra por zonas onde não existe vulcanismo, associado a um mergulho superficial da zona sísmica da placa subductora.
Sairecabur faz parte da Zona Andina Central de Vulcões (CVZ). Um número de  estratovulcões podem ser encontrados na área, muitos deles são agora ruínas a efusão de grandes quantidades de lava ocorreu a partir de vários cones. Muitos vulcões são extintos e apenas alguns têm atividade documentada. Uma obra em 1950 estimou que havia cerca de 800 vulcões no norte do Chile, cerca de 37 deles a leste do Salar de Atacama. Também parte do vulcanismo são grandes Ignimbritos, que são geralmente pensado ser da idade Mioceno. Estes na área de Sairecabur muitas vezes originado na vizinhança aos vulcões cônicos. Os vulcões formaram sobre a crosta com espessuras que alcançam 70 quilômetros (43 mi), assim os magmas em erupção são fortemente influenciados pela crosta. Um número dos estratovulcões os mais elevados no mundo estão no CVZ. A atividade histórica tem sido baixa em comparação com as zonas vulcânicas do sul do Chile e Colômbia / Equador. No Chile, grande parte da área da CVZ é desertificada e, portanto, difícil de pesquisar.
Sairecabur é construído sobre as duas formações Plioceno-Pleistoceno Puripicar e Chaxas, algumas lavas invadiram a formação Purico, Que é de idade Pleistoceno e inclui ignimbrites do Purico (complexo). O subsolo abaixo do Sairecabur e Licancabur contém um grande número de falhas.

### Geografia

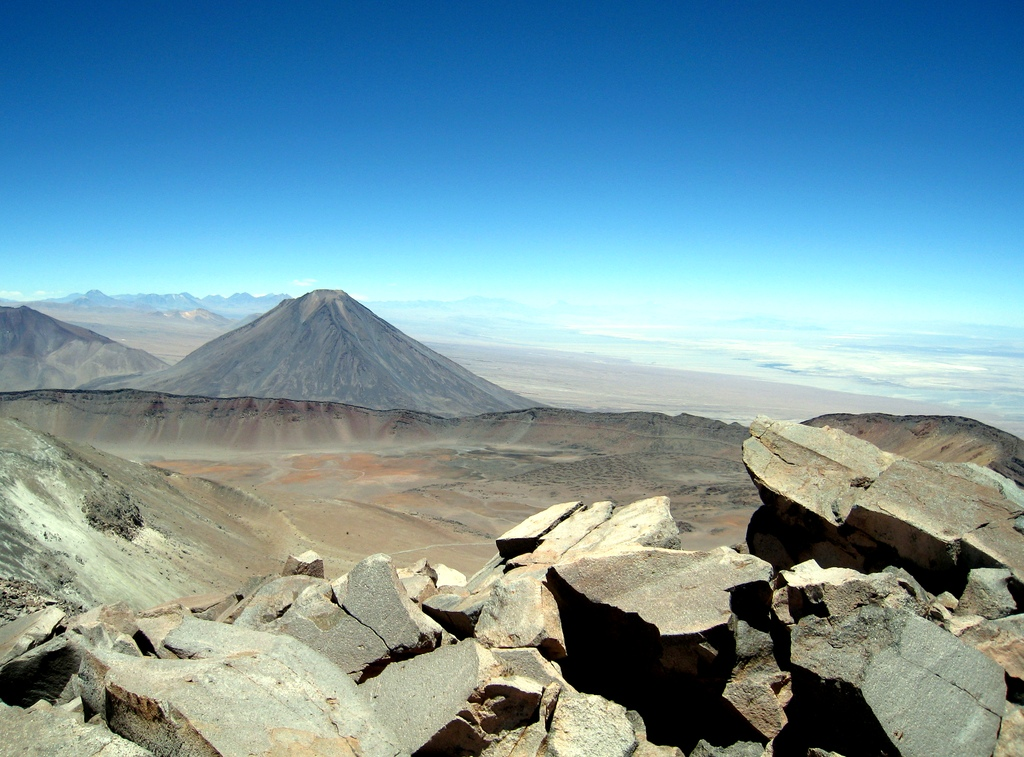
Licancabur vista de Sairecabur

Sairecabur Está localizado a uma distância de 25 quilômetros (16 mi) de San Pedro de Atacama. O vulcão sela a fronteira entre a Bolívia eo Chile, Onde se encontra na Região de Antofagasta. lago Laguna Verde, o vulcão de Licancabur e o passo de Portezuelo de Chaxas ficam ao sul de Sairecabur. No leste da cordilheira de Sairecabur encontra-se Monte Nelly e Cerro Laguna Verde.
O Tratado de Paz e Amizade (1904) traçou a fronteira entre a Bolívia eo Chile ao longo da cadeia de Sairecabur. Desacordos entre os mapas topográficos nos dois países significam que a nomeação das montanhas é muitas vezes confusa. Escalante também é conhecido como Apagado.
A área de Sairecabur forma uma divisão de drenagem entre o Salar de Atacama no lado ocidental e um número de pequenas bacias endorheic na Bolívia no lado oriental. Licancabur e Juriques mais ao sul e Tocorpuri mais ao norte fazem parte da mesma divisão. Vales secos no lado oriental do  Sairecabur em última análise drenam em Laguna Verde. O rio Purifica origina-se na encosta de Sairecabur a uma altitude de 3 950 metros (13 000 pé), converge mais tarde com o rio Puritama para formar o rio San Pedro de Atacama.

### Geologia
A cordilheira de Sairecabur é uma longa cadeia de vulcões 22 quilômetros (14 mi) indo do vulcão Escalante ao sul de Putana (vulcão) no norte até Sairecabur propriamente dita no sul, incluindo pelo menos dez centros que têm sido ativo no tempo pós-glacial. Existem dois centros adicionais a nordeste de Escalante.
5 971 metros (20 000 pé) de altitude, Sairecabur é o mais alto vulcão no intervalo. Os fluxos de lava estendem-se de Sairecabur até 2,5 quilômetros (1,6 mi) ao noroeste. Uma 4,5 quilômetros (2,8 mi) caldeira larga existe ao sul de Sairecabur e formada em um vulcão mais velho, vários fluxos de lava jovens formaram ao sul desta caldeira. 5 819 metros (19 000 pé) de altitude  Escalante (22° 37′ 00″ S, 67° 33′ 00″ O) tem um lago de cratera. O vulcão de Puritama, a oeste de Sairecabur, gerou 16 quilômetros (9,9 mi) fluxos de lava
que se estendem ao longo dos cânions tectônicos. 5 722 metros (19 000 pé) de altitude  Curiquinca (22° 36′ 00″ S, 67° 52′ 00″ O) e 5 748 metros (19 000 pé) de altitude Cerro Colorado (22° 35′ 00″ S, 67° 55′ 00″ O) são encontrados noroeste e nordeste, respectivamente, do intervalo.

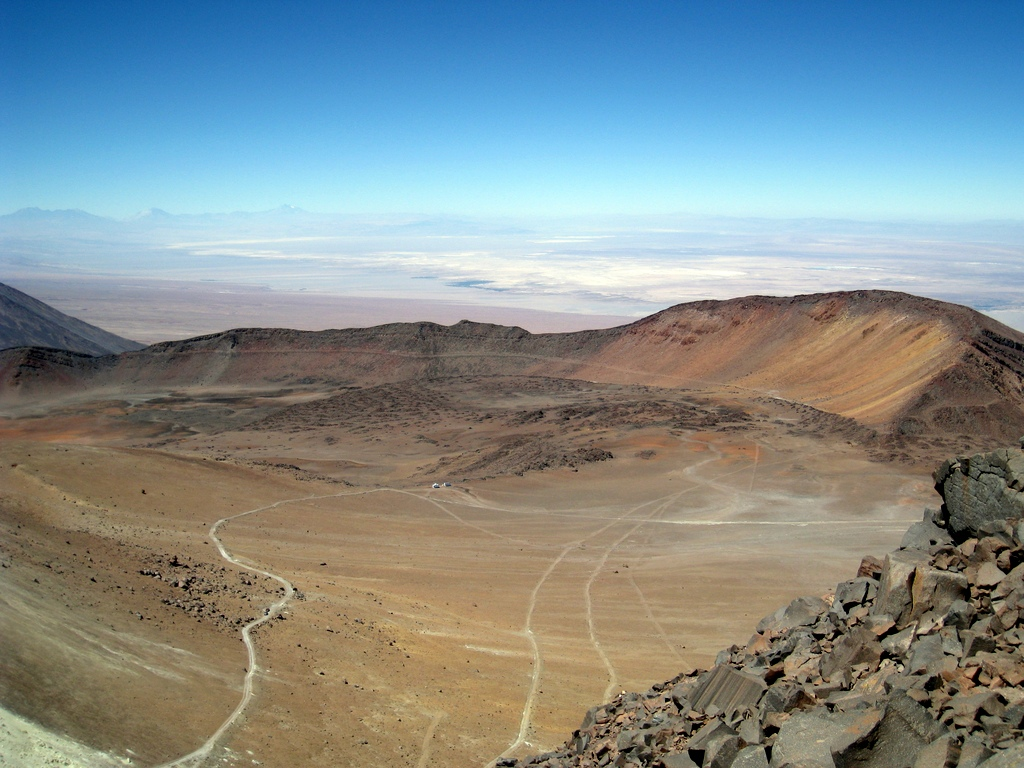
Caldeira de Sairecabur

A caldeira é delimitada por penhascos que atingem uma altura de 400 metros (1 300 pé), que são enterrados pelos fluxos da lava de Sairecabur na borda do norte; Um destes alcança o fundo da caldeira. O vulcão de pré-colapso era de cerca de 7 000 metros (23 000 pé) de altura e teria sido um dos vulcões mais altos do mundo; Ojos del Salado atinge uma altitude de 6 885 metros (23 000 pé). O próprio Sairecabur tem três cones. Grosso (10 metros (33 pé)) e fluxos de lava curtos emanavam do cone norte. A erosão Glacial afetou Sairecabur e as moraines cobrem alguns fluxos de lava ao sul de Sairecabur.  O volume total do Sairecabur propriamente dito é de 35 quilômetro cúbicos (8,4 cu mi). 
O fluxo de lava com uma aparência jovem se estende de cada um desses dez centros. Um centro antigo gerou um fluxo de lava longo 30 quilômetros (19 mi) que fluía para o sudoeste. Alguns fluxos de lava mais antigos de Sairecabur foram posteriormente enterrados pelos fluxos de lava de Licancabur.
Cerro Colorado e Curiquinca são alinhados num padrão oeste-leste. Outros vulcões na área, como Lascar-Aguas Calientes, Licancabur-Juriques e La Torta-Tocorpuri também formam tais alinhamentos que parecem ser controlados pela tensão norte-sul na crosta. Sairecabur está localizado em falhas que também são aparentes em Laguna Verde.

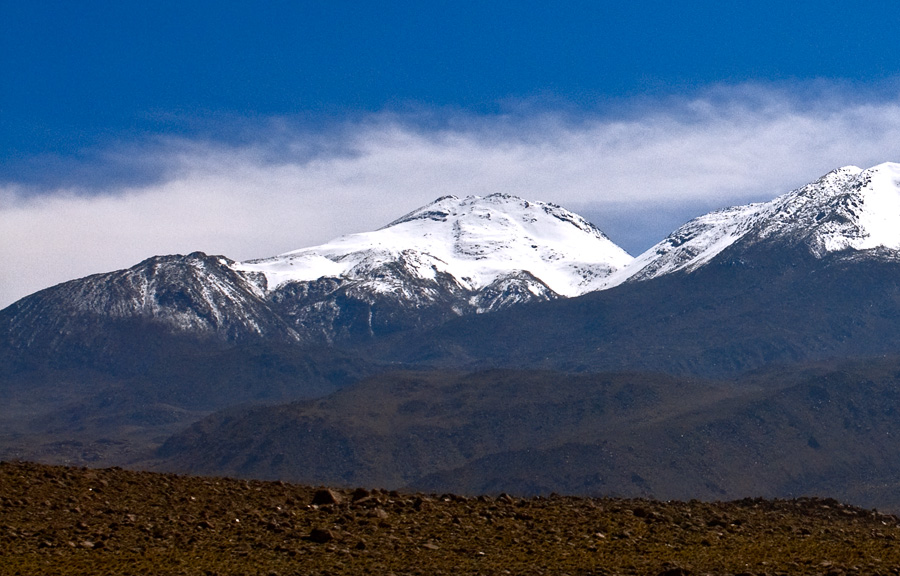
Escalante
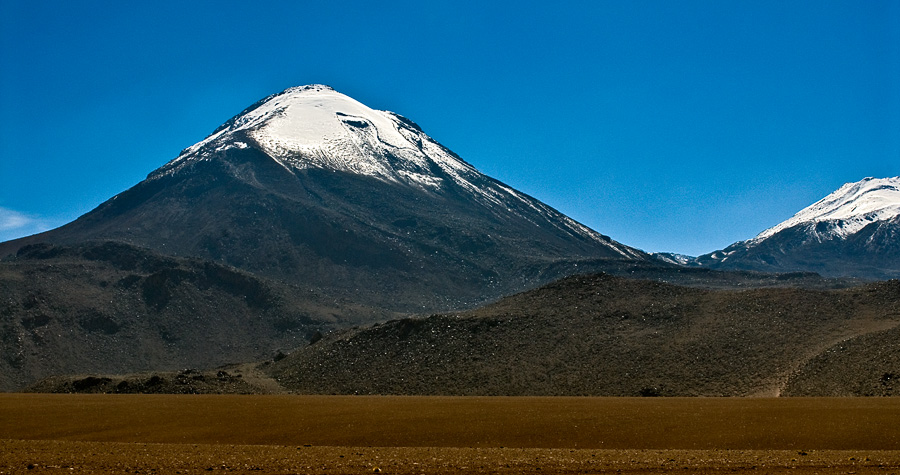
Cerro Colorado
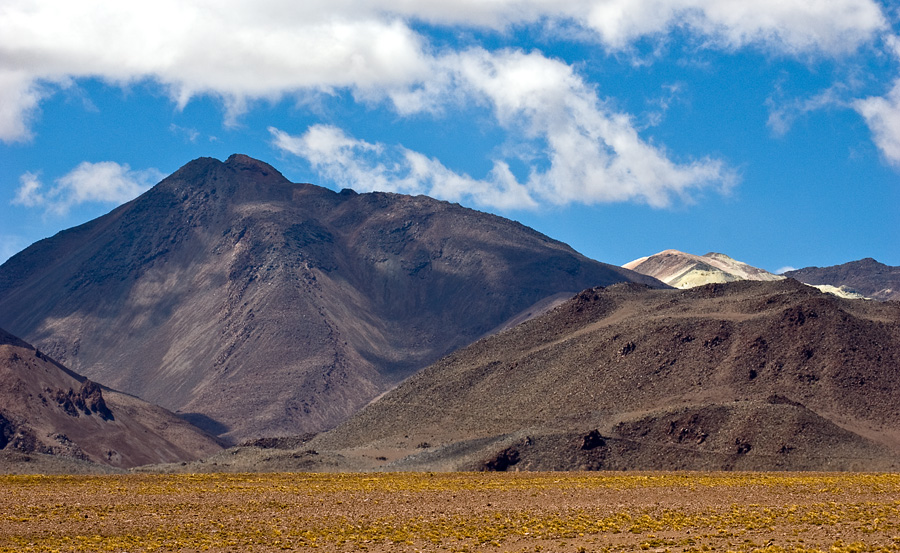
Curiquinca
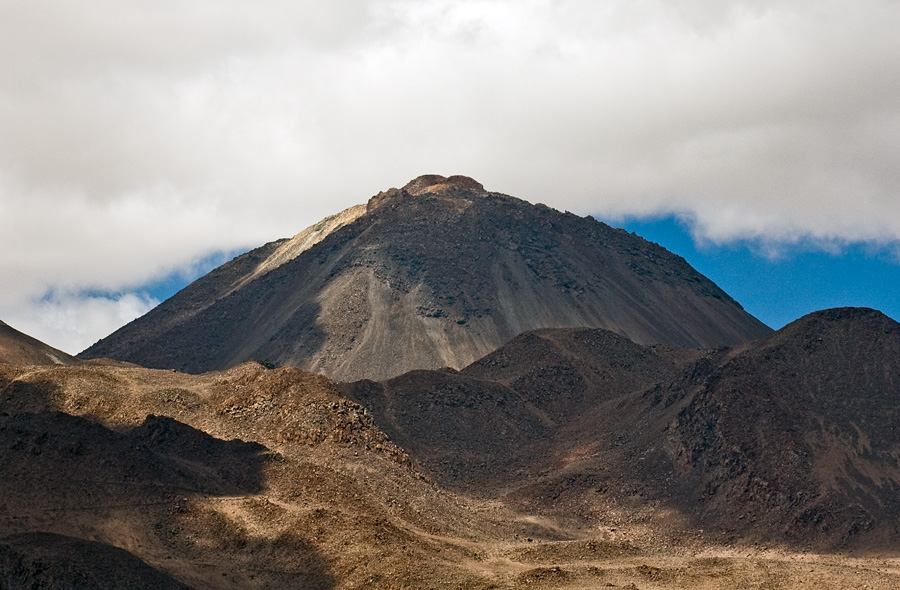
Sairecabur
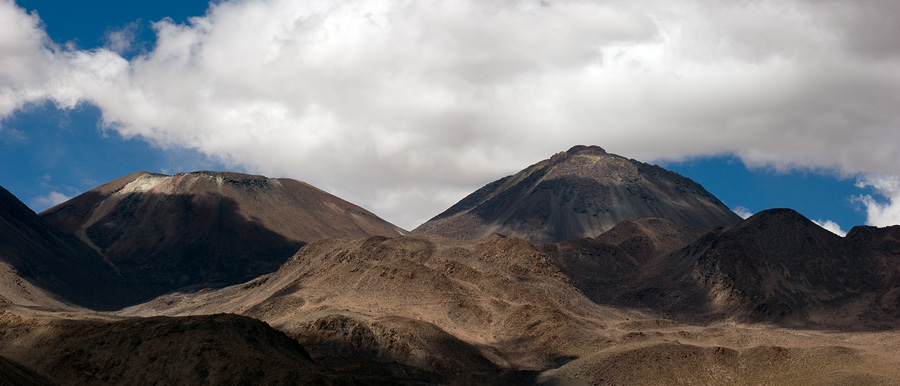
Esquerda Saciel, direita Sairecabur

### Petrologia
Do Escalante e Sairecabur surgiram andesites escuros, mais tarde também dacites. Enclaves Máfico são encontrados nas lavas pós-caldeira. A cor das rochas é preta, marrom ou cinza. Os minerais incluem anfibólio, Biotite, bronzite, Predefinição:Cálcio-contendo augite, clinopiroxeno, hornblenda,, magnetite, ortopiroxeno, plagioclase, piroxeno e quartzo. Além do que, Apatita, ilmenite, óxido de ferro e zircônia são encontrados. Pelo menos uma lava irrompeu depois que a erupção formadora de caldeira que contém olivina. Lavas foram expelidas antes que a caldeira formando a erupção de Sairecabur que, continha vidro e tinha uma textura microlítica. Os magmas são cálcio-alcalino com conteúdo médio-alto de K.
Fumarolicamente as rochas alteradas são encontradas nos flancos orientais da cadeia. Deserto Pátina abrange as lavas pós-caldeira.
Com base na composição cristalina, os magmas de Sairecabur formaram-se a temperatura de 850–950 °C (1,560–1,740 °F). O processo iniciou-se pela fusão parcial de manto envolvendo peridotito e subseqüente interação com a crosta e cristalização fraccionada. Andesites expelidos antes da formação da caldeira formada em temperaturas 90 °C (160 °F) mais elevada do que dacites expelidos após a formação da caldeira. O, 
Pb e Predefinição:Estrôncio são típicos para magmas na CVZ. Os 
Pb índices isotópicos são consistentes com estes encontrados na crosta, especificamente do chamado "Antofalla" domínio da crosta andina, o remanescente de um terreno de Gondwana.

### História geológica
O maciço de ignimbrites Chaxas, de 7 milhões de anos, tem sido relacionado com a erupção formadora de caldeira em Sairecabur. Esses ignimbritos daciticos espalharam no sudoeste em direção ao Salar de Atacama. Tal velhice para o ignimbrite de Chaxas no entanto tem sido questionada, Considerando que é inconsistente com as relações estratigráficas dessa ignimbrita com a ignimbrita mais antiga. As formações de lava denominadas Lavas Post-Caldeira I em Sairecabur são de Pleistoceno e Pós-Caldeira Lavas II de idade Holocena. Um fluxo fresco que se estende ao noroeste de Sairecabur parece ser o fluxo mais recente.
A formação da caldeira precedeu a formação dos outros cones no intervalo. O edifício que formou esta caldeira formou-se durante o Plioceno - Quaternário considerando a morfologia de seus depósitos.
O vulcão de Sairecabur é o vulcão mais novo da cadeia; Escalante também é jovem, mas não tão jovem como Sairecabur. Não há relatos de atividade contemporânea nem tem atividade fumarólica sido relatada. A atividade futura em Sairecabur pode perturbar a atividade em Atacama Large Millimeter Array.

## Clima e biologia
O clima em Sairecabur é seco e sem nuvens, levando à ausência de geleiras e cobertura de neve permanente em Sairecabur. Em geral, o Atacama Altiplano tem um clima desértico com precipitação abaixo de (convert|200|mm/yr), mas durante o final do Pleistoceno e início do Holoceno o clima era mais úmido. T rácios de isótopos  da atual queda de neve são consistentes com os índices de isótopos determinados para a precipitação que surge no continente, e não a partir do Oceano Pacífico. O efeito Sombra de chuva exercido pelos Andes e a estabilidade do South Pacific High são responsáveis por esta seca.
O clima seco e sem nuvens, juntamente com a baixa latitude e altitude elevada dá à região algumas das mais altas insolação  na Terra; Em Sairecabur ele equivale a 98% da constante solar. A coincidência entre o hemisfério sul solstício de verão em 21 de dezembro e o periélio, o ponto de menor distância Terra-Sol, em 3 de janeiro contribuem para a alta insolação. Radiação ultravioleta também é alta na área, com valores (15.6|-|36.4|W/m2) relatado para radiação ultravioleta B e radiação ultravioleta A respectivamente.
Temperaturas em 5 820 metros (19 000 pé) variou de (-8.7|-|-16.3|C) em 1991–1994. Uma série de medições em 1995 indicou que as temperaturas de superfície a uma altitude de 5 820 metros (19 000 pé) varia de (-20|-|20|C) no inverno, e a temperatura do solo em profundidades de 5 centímetros (2,0 pol) também no inverno entre quase 10 °C (50 °F) e menos que −10 °C (14,0 °F). Existem grandes diferenças entre as temperaturas diurna e noturna. Entre 1991-1994, a velocidade média do vento foi de 5–11 metros por segundo (16–36 ft/s).
Cerca de 250 espécies foram encontradas no vale oeste de Sairecabur. extremófilo levedura foram encontradas em Sairecabur. Em 1955, penitentes, uma forma de gelo, foi relatado para ser difundida em Saciel.

## História humana

### Tempos pré-modernos
Andesite encontrado em alguns sítios arqueológicos no Atacama pode vir de Sairecabur.
Sairecabur e Curiquinca ambos têm montanhas santuários feita pelo Inca. Licancabur e  Juriques Mais ao sul também foram locais de tais santuários. Sairecabur era considerada uma montanha sagrada.

### Recentemente
Uma mina de enxofre é ativa em Saciel, ao norte de Sairecabur. A mineração de enxofre lá, em Cerro Colorado e Putana nos anos 50 contribuiu ao crescimento de San Pedro de Atacama, para onde o enxofre extraído foi transportado. Um relatório em 1955 indicou a presença de (600.000 toneladas) de minério contendo 55-60% de enxofre. Uma longa estrada 21 quilômetros (13 mi) de mineração (uma estrada de terra) com uma única pista leva da estrada de El Tatio para Sairecabur.

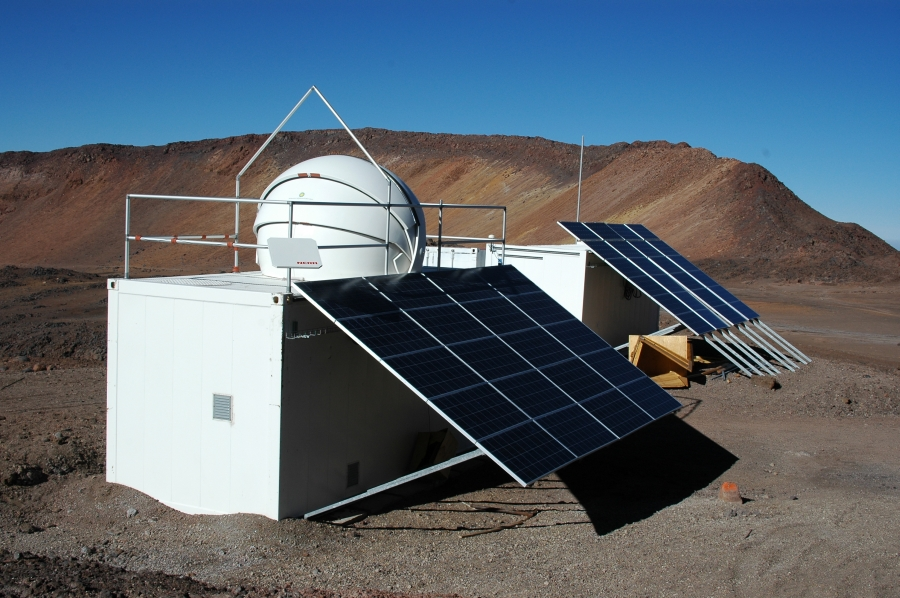
O telescópio do laboratório do receptor

Sairecabur é desde 2003 o local do Telescópio do laboratório do receptor 0,8 metros (2 ft 7 in) de diâmetro, um telescópio que opera no terahertz gama do espectro electromagnético; A astronomia terrestre nesta escala foi considerada por muito tempo ser impossível desde que a atmosfera absorve radiação naquela escala de freqüência pesadamente. Com uma altitude de 5 525 metros (18 000 pé)  é o telescópio submilimétrico mais alto do mundo.

## Galeria

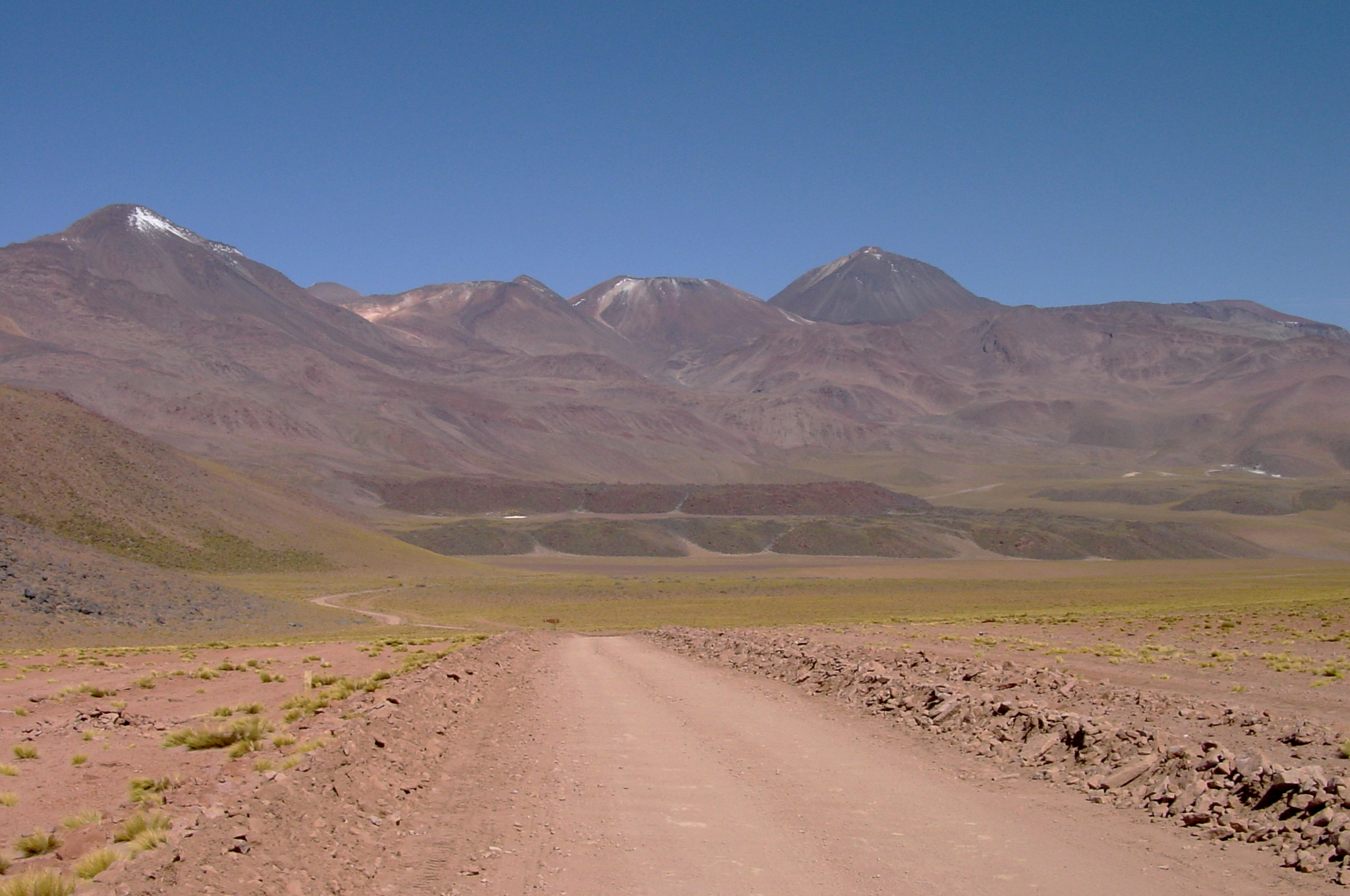
Sairecabur e Saciel
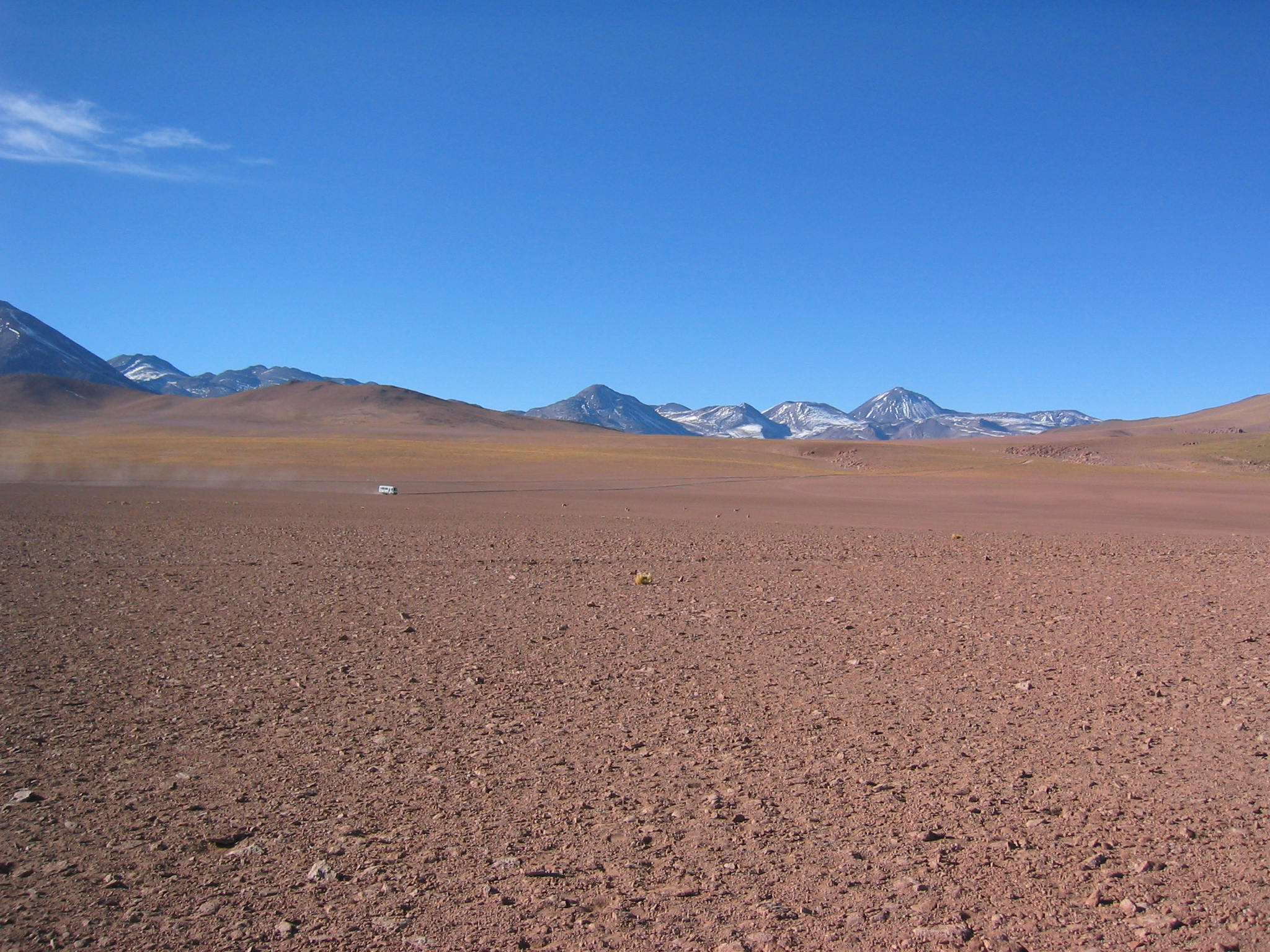
Sairecabur alcance
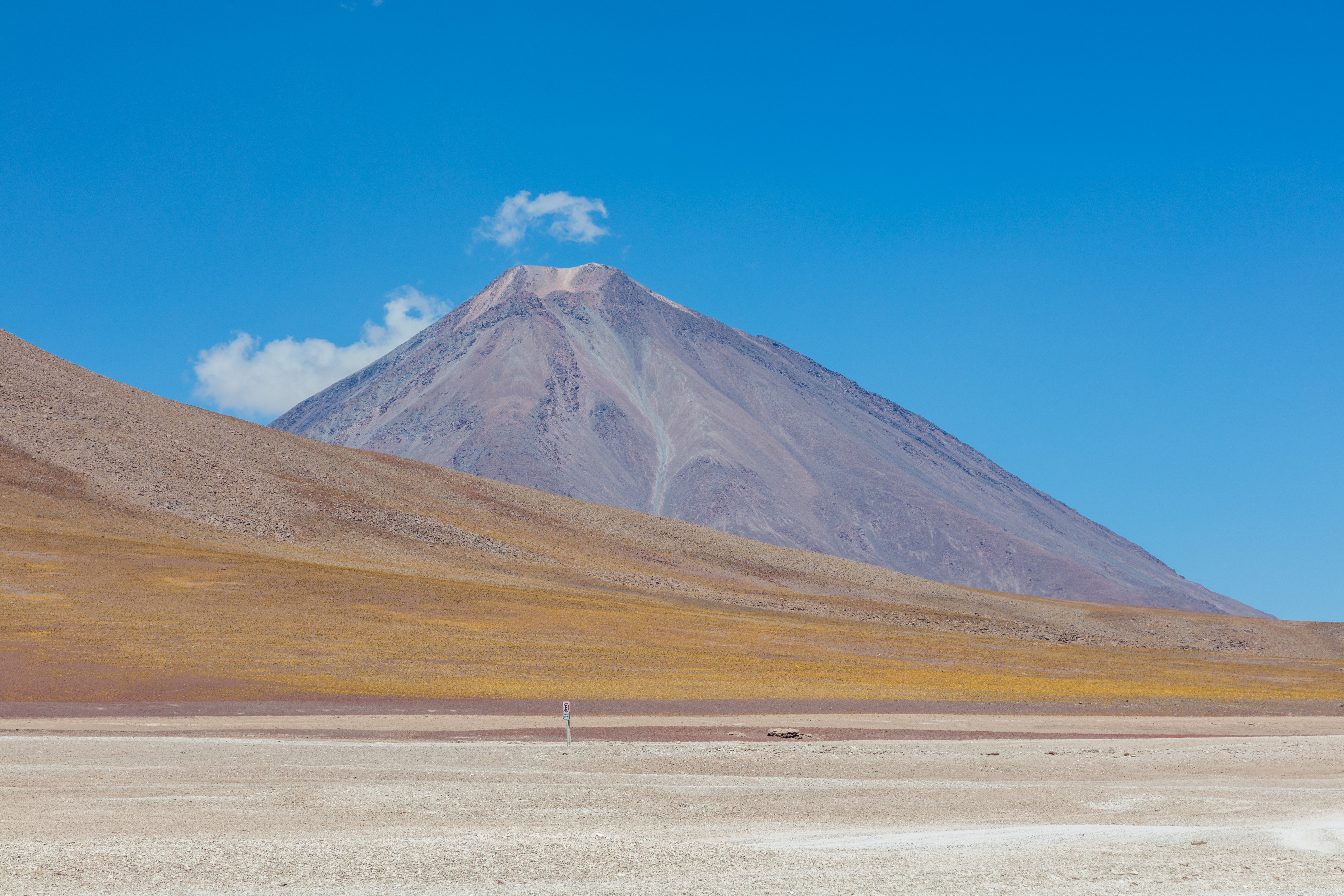
Sairecabur